# کلیسای مریم مقدس (آوتارانوتس)
کلیسای مریم مقدس (آوتارانوتس) (ارمنی: Սուրբ Աստվածածին եկեղեցի؛ ) یک کلیسا متعلق به کلیسای حواری ارمنی واقع در شهر آوتارانوتس، استان آسکران جمهوری آرتساخ می‌باشد. ساخت و ساز این ساختمان در سال ۱۶۵۱ میلادی؛ به پایان رسید. این بنا به سبک معماری ارمنی طراحی شده است.